# Torpadius
Torpadius är en svensk släkt som härstammar från Jonas Torpadius (1560-1601), som tog namnet efter Torpa socken i Östergötlands län. Hans far Nicolaus Jonae (död 1594), han själv, hans son Zacharias Torpadius (1597-1663) och sonson Israel Torpadius (1638-1684) var alla kyrkoherdar. Kustinspektorn i Helsingborg, Carl Gabriel Torpadius (1794–1839) ändrade släktnamnet till namnet till Torpadie. Theodor Björkstens dotter sångpedagogen Greta Torpadie-Bratt tog upp moderns flicknamn.

## Medlemmar av släkten
- Daniel Torpadius (död 1700), präst
- Daniel Torpadius-Padenheim (1750–1821), sjöofficer och äventyrare
- Elias Torpadius (1680–1747), politiker
- Hjalmar Torpadie (1858–1939), jurist
- Johan Israel Torpadius (1722–1760), ämbetsman och författare
- Jonas Torpadius (1675–1715), präst
- Karl Torpadius (1729–1764), ämbetsman och författare
- Ludvig Torpadie (1827–1881), jurist och riksdagsledamot
- Reimers Torpadie (1856–1922), arméofficer
- Zacharias Torpadius (1678–1745), präst